# Athanase de Lukmanoff
Athanase de Lukmanoff ( 1825 - 1890 ) fue un botánico francés .Especialista de las lauráceas, en 1889 publicó un libro sobre el tema: "Los nombres y la iconografía de la canela y alcanfor.

## Algunas publicaciones
- 1889. Nomenclature et iconographie des cannelliers et camphriers. Ed. París : F. Debons et Cie. 28 pp. leer

- La abreviatura «Lukman.» se emplea para indicar a Athanase de Lukmanoff como autoridad en la descripción y clasificación científica de los vegetales.[1]